# Americas Rugby Championship 2017
L'Americas Rugby Championship 2017 è stata la seconda edizione, con la nuova formula, dell'Americas Rugby Championship competizione internazionale panamericana di rugby a 15 organizzata da Rugby Americas North e Sudamérica Rugby, le confederazioni rispettivamente nord- e sudamericana di rugby.
La vittoria è andata agli Stati Uniti. Nel torneo da segnalare la prima vittoria del Brasile nei confronti della selezione del Canada.

## Squadre partecipanti
- Argentina A
- Brasile
- Canada
- Cile
- Stati Uniti
- Uruguay

## Formula
La formula del torneo è simile a quella del Sei Nazioni europeo: ogni nazionale affronta tutte le altre una volta sola, in un girone all'italiana: di norma, le sedi sono invertite a ogni edizione, quindi una squadra ospita durante un'edizione le avversarie che in quella successiva - o precedente - affronterà o ha affrontato fuori casa, e viceversa.
Sono previsti 4 punti per la vittoria, 2 per il pareggio e 0 per la sconfitta, più due eventuali bonus da 1 punto ciascuno in palio per ogni incontro: uno è destinato alla squadra che nel corso di una partita segni almeno 4 mete, l'altro per la squadra che perda con 7 punti o meno di scarto. Il bonus per le mete viene assegnato solo una volta al raggiungimento della quarta meta.
La classifica è data dalla somma dei punti acquisiti al termine di ogni incontro, e vincitore di un'edizione del torneo è quella squadra che al termine di tutti gli incontri abbia totalizzato il più alto punteggio.

## Risultati

### 1ª giornata
| Arbitro: | Claudio Cativelli |

|                      |      |                 |
| Cruz 55’ Sancery 60’ | mt   |                 |
| Duque 56’, 61’       | tr   |                 |
| Duque 72’            | c.p. | 3’ Nordenflycht |

| Arbitro: | Chris Assmus |

|                                     |      |                       |
| Campbell 36’ Scully 62’             | mt   | 15’ Gattas 46’ Nieto  |
| Cima 37’ MacGinty 62’               | tr   | 15’, 45’ Albanell     |
| Cima 6’, 22’, 31’ MacGinty 55’, 66’ | c.p. | 4’, 40’, 54’ Albanell |

| Arbitro: | Kurt Weaver |

|                  |      |                         |
|                  | mt   | 50’ Medrano 66’ Tuculet |
|                  | tr   | 51’, 67’ Miotti         |
| McRorie 12’, 62’ | c.p. | 2’, 75’ Miotti          |

### 2ª giornata
| Arbitro: | Kurt Weaver |

|                                                                                         |    |                       |
| Cancelliere 16’, 24’, 48’ Miotti 28’ Brandi 35’ Montagner 55’, 79’ Álvarez 59’ Luna 69’ | mt | 13’ Arata 46’ Freitas |
| Miotti 17’, 36’, 49’ Granella 60’ Luna 70’, 80’                                         | tr | 14’ Albanelli         |

| Arbitro: | Pablo de Luca |

|                                                                                |      |              |
| Davis 3’ Eloff 28’ Lamborn 44’, 66’ Dolan 57’ Te' 73’ Campbell 76’ Tiberio 80’ | mt   |              |
| Cima 66’, 73’, 76’, 81’                                                        | tr   |              |
| Magie 13’                                                                      | c.p. | 50’ M. Duque |

| Arbitro: | Derek Summers |

|                                         |      |                             |
| Paris 26’, 36’, 52’ Bartom 66’ Moor 80’ | mt   | 60’ Orpis 60' 75’ Fernández |
| McRorie 27’, 37’ Povey 67’, 80’         | tr   | 61’ Ianiszewski             |
| McRorie 29’                             | c.p. | 7’ Ianiszewski              |

### 3ª giornata
| Arbitro: | Ricardo Sant'Anna |

|                  |      |                                                                |
| R. Fernández 68’ | mt   | 15’ Cappiello 40’ Luna 46’ Solveyra 52’ Delguy 61’, 77’ Devoto |
| Moller 69’       | tr   | 16’, 40’, 47’ González 53’, 62’, 78’ Luna                      |
| Castillo 7’      | c.p. | 24’ González                                                   |

| Arbitro: | Pablo de Luca |

|                                        |      |                         |
| Ayala 7’ Dotti 16’ Nieto 40’ Arata 45’ | mt   |                         |
| Albanell 50’                           | c.p. | 2’, 12’, 43’, 64’ Duque |

| Arbitro: | Damián Schneider |

|                                                   |      |                                                              |
| Paris 14’, 56’ Mack 20’ Barton 68’ Cejvanovic 77’ | mt   | 2’ Matyas 4’, 45’, 71’ Te'o 39’ Purpura 53’ Clever 64’ Quill |
| Povey 21’ McRorie 69’, 78’                        | tr   | 3’, 40’, 54’, 65’, 72’ Davies                                |
| Povey 36’                                         | c.p. | 11’ Magie 31’ Davies                                         |

### 4ª giornata
| Arbitro: | Ricardo Sant'Anna |

|                               |      |                                                                                |
|                               | mt   | 24’ Dolan 36’, 76’ Lamborn 50’ Tameilau 52’ Jensen 66’ Clever 78’, 80’ Malcolm |
|                               | tr   | 25’, 37’, 51’, 67’, 77’, 79’, 80’ Cima                                         |
| González Moller 17’, 34’, 48’ | c.p. | 5’ Cima                                                                        |

| Arbitro: | Claudio Cativelli |

| |      |          |
| Cancelliere 3’, 55’ Brarda 18’ De la Vega 36’, 49’ Brandi 43’ Schulz 52’ Larrague 61’ Boffelli 66’ Cappiello 69’ Bazán 73’, 79’ | mt   | 5’ Duque |
| Miotti 19’, 37’, 50’ Granella 53’, 56’, 67’, 70’ Boffelli 74’                                                                   | tr   | 6’ Duque |
| Miotti 11’ | c.p. |          |

| Arbitro: | Derek Summers |

|                             |      |                 |
| Leivas 19’ Meta tecnica 26’ | mt   | 75’ Trainor     |
| Albanell 20’, 27’           | tr   | 76’ Staller     |
| Albanell 11’                | c.p. | 4’, 50’ McRorie |

### 5ª giornata
| Arbitro: | Damián Schneider |

|                                       |      |                         |
| Sancery 10’ M. Duque 37’ Tranquez 78’ | mt   | 13’ Blevins 26’ McRorie |
| M. Duque 11’, 38’, 79’                | tr   | 14’, 27’ McRorie        |
| M. Duque 16’                          | c.p. | 48’, 55’ McRorie        |
|                                       | drop | 66’ McRorie             |

| Arbitro: | Kurt Weaver |

|                                                           |      |                     |
| Echeverriá 27’ Leivas 32’, 36’ Freitas 53’, 67’ Magno 63’ | mt   | 79’ Bursic          |
| Albanell 28’, 33’, 37’, 54’ Silva 64’, 68’                | tr   |                     |
| Albanell 22’                                              | c.p. | 20’, 39’ Moller 31’ |

| Arbitro: | Joaquín Montes |

|                               |      |                                       |
| tecnica 40’, 53’ Ascárate 63’ | mt   | 63’ Magie 37’, 80’ Tameilau 74’ Dolan |
| Miotti 40’, 54’, 64’          | tr   | 38’, 80’ Cima                         |
| Miotti 7’, 56’                | c.p. | 15’ Cima                              |

## Classifica
|  | Squadra     | G | V | N | P | P+  | P-  | diff. | B | PT |
|  | ----------- | - | - | - | - | --- | --- | ----- | - | -- |
|  | Stati Uniti | 5 | 4 | 1 | 0 | 215 | 96  | +119  | 4 | 22 |
|  | Argentina A | 5 | 4 | 1 | 0 | 228 | 62  | +166  | 3 | 21 |
|  | Uruguay     | 5 | 3 | 0 | 2 | 120 | 125 | -5    | 3 | 15 |
|  | Brasile     | 5 | 2 | 0 | 3 | 63  | 169 | -116  | 0 | 8  |
|  | Canada      | 5 | 1 | 0 | 4 | 112 | 127 | -15   | 4 | 8  |
|  | Cile        | 5 | 0 | 0 | 5 | 51  | 200 | -149  | 0 | 0  |